# La cosa da un altro mondo
La cosa da un altro mondo (The Thing from Another World) è un film horror fantascientifico del 1951 diretto da Christian Nyby e, non accreditato, Howard Hawks.
Prende liberamente spunto dall'omonimo racconto di John W. Campbell ed è considerato uno dei classici del cinema di fantascienza degli anni '50. Nel 2001 è stato scelto per essere conservato nel National Film Registry della Biblioteca del Congresso degli Stati Uniti.

## Trama
Il capitano dell'aviazione americana Pat Hendry, in servizio ad Anchorage in Alaska, in seguito a un evento misterioso riceve l’incarico di recarsi con i suoi uomini in un’installazione scientifica artica, dove lavora anche una giovane segretaria a cui è interessato. Al gruppo si aggrega il giornalista Ned Scott, a caccia di notizie.
Una volta arrivati sono messi al corrente dall'eminente scienziato prof. Carrington, direttore della base, dell'esistenza di una gigantesca massa, forse un UFO, precipitata e rimasta inglobata nei ghiacci della banchisa polare. Giunti sul luogo, tentano di liberare l'oggetto volante sconosciuto, di forma circolare, utilizzando cariche di esplosivo che ne provocano però la distruzione. Osservando attraverso il ghiaccio i resti di quella che si scopre essere in effetti un'astronave proveniente da un altro mondo, scoprono l'esistenza di un corpo gigantesco, con ogni probabilità uno dei piloti proiettato fuori dal velivolo spaziale. Il blocco di ghiaccio che contiene l'alieno viene sezionato e trasportato all'interno della base.
A causa di una distrazione, il blocco viene lasciato accidentalmente a contatto con una coperta termica che ne causa la rapida liquefazione: la misteriosa creatura si rianima e fugge all'esterno, dove viene aggredita dai cani da slitta. In una perlustrazione intorno alla base ne viene recuperato un avambraccio amputato nella lotta con i cani e con tracce del loro sangue. Il pezzo anatomico mostra una struttura di tipo vegetale e durante l'esame si anima spontaneamente grazie all'assorbimento del sangue con cui è venuto in contatto. Ci si trova di fronte quindi a un organismo dalle sembianze umanoidi, con la macabra caratteristica di nutrirsi di sangue, dotato di una grande forza fisica e delle grandi capacità autorigeneranti e riproduttive tipiche dei vegetali, che potrebbero determinarne una rapida diffusione e rappresentare un pericolo per l'intera specie umana.
Con l'esclusione del prof. Carrington, che cerca inutilmente una qualche forma di dialogo con l'entità aliena, comincia allora una lotta senza quartiere contro la creatura, ma ben presto gli uomini si rendono conto di dover combattere contro un essere, oltre che forte, intelligente, feroce e spietato. Dopo alcuni tentativi infruttuosi, riescono a distruggerlo tendendogli una trappola con il provvidenziale aiuto di un gruppo elettrogeno, sottoponendolo a una scarica elettrica ad alta tensione che ne provoca il totale annientamento. Il giornalista Scott, a cui era stato impedito fino a quel momento di comunicare, può annunciare all'intera umanità lo scampato pericolo.

## Produzione
Il film fu prodotto dalla RKO Radio Pictures (come An R K O Radio Picture) con un budget limitato e girato quasi interamente in studio. Le scene artiche furono girate nel Glacier National Park del Montana.
Nonostante il budget ridotto, la produzione volle un film realistico e investì una notevole quantità di denaro nella drammatica scena in cui la Cosa interrompe il riscaldamento della base. Per realizzare questa scena fu ricostruita una sezione della base negli stessi giganteschi frigoriferi per la conservazione delle derrate alimentari che erano già stati utilizzati da Capra nel film capolavoro Orizzonte perduto.
Un grande problema era rappresentato dalla "Cosa", infatti nel romanzo breve da cui fu tratta la sceneggiatura l'alieno aveva sembianze continuamente mutevoli e questo contrastava con le intenzioni della produzione e del regista essenzialmente per due motivi: il costo troppo elevato di una simile realizzazione per un verso e per l'altro avrebbe creato dei rallentamenti troppo decisi nella trama con una ostilità tra i componenti della base che non avrebbero saputo chi si nascondeva sotto l'apparenza dei colleghi. Il film doveva invece rappresentare una storia virile di coesione tra uomini interpretata con coraggio ed ironia dal personale della base. Giocoforza si ripiegò su un umanoide che doveva avere solo alcuni tratti alieni. Si prepararono alcuni bozzetti in creta della testa. La scelta definitiva cadde su una testa priva di capelli e con una visiera ossea sovradimensionata sufficiente a rendere almeno strano il personaggio; come tocco finale vennero realizzate due grandi mani con protuberanze simili a grosse spine. L'alieno indossava una tuta monopezzo e stivaletti. L'aspetto risultò sufficientemente minaccioso.
La pellicola durava quasi 3 ore, ma la RKO invitò Hawks a ridurre la durata del film a meno di due ore, tagliando molto materiale e togliendo quasi tutti i primi piani della "Cosa".

## Distribuzione italiana
Il film fu distribuito in Italia dalla RKO il 7 febbraio 1952. I manifesti italiani furono disegnati da Sandro Symeoni. Il doppiaggio italiano fu affidato alla C.D.C. Oltre ai doppiatori indicati nella scheda, si riconoscono altre voci in brevi sequenze, come ad esempio quella di Paolo Ferrara.

## Riedizione in DVD
In Italia è stata pubblicata una versione in DVD della Elleu Multimedia con doppia versione, in bianco e nero e colorizzata.

## Omaggi
Nel film Halloween di John Carpenter del 1978 la protagonista Jamie Lee Curtis guarda in TV questa pellicola.

## Altri adattamenti del racconto
Nel 1982 il regista John Carpenter ha diretto il film La cosa (The Thing), interpretato da Kurt Russell, più fedele al racconto, che è stato ripreso anche da La cosa (The Thing) del 2011 come prequel del precedente.